# Assassinat d'Andreï Karlov
Le texte peut changer fréquemment, n’est peut-être pas à jour et peut manquer de recul. 
Le titre et la description de l'acte concerné reposent sur la qualification juridique retenue lors de la rédaction de l'article et peuvent évoluer en même temps que celle-ci.
L'assassinat d'Andreï Karlov, ambassadeur de Russie en Turquie, a lieu le 19 décembre 2016. Le diplomate est la cible de coups de feu tirés par Mevlüt Mert Altıntaş, un agent de police turc, alors qu'il visite une exposition d'art à Ankara. L'ambassadeur, âgé de 62 ans, succombe à ses blessures. L'auteur est ensuite abattu par les forces de sécurité après un échange de coups de feu.

## Déroulement des faits
Alors qu'Andreï Karlov prononce un discours lors de l'inauguration d'une exposition de photos intitulée La Russie vue par les Turcs à Ankara, au Centre d'Art Moderne d'Ankara, le policier turc Melvüt Mert Altintas, âgé de 22 ans, placé derrière l'ambassadeur, lui tire neuf balles dans le dos. Andreï Karlov s'effondre, grièvement blessé. La scène est filmée par les caméras.
L'assassin menace les personnes présentes avec son arme et leur ordonne de quitter les lieux. Il revendique immédiatement son acte en scandant en arabe plusieurs fois « Allahu akbar » puis en citant des paroles d'un poème musulman attribué aux compagnons de Mahomet après la bataille de la Tranchée en 627 : « nous qui avons fait allégeance au Prophète Muhammad pour le djihad » avant d'enchaîner en turc « N'oubliez pas Alep. Tant que les habitants d'Alep ne seront pas en sécurité, vous ne serez pas en sécurité. Seule la mort peut m'arracher d'ici. Quiconque est responsable de ces cruautés en paiera le prix. ». Cette déclaration rappelle une phrase attribuée à Oussama ben Laden : « vous ne serez pas en sécurité même dans vos rêves tant que nous ne serons pas en sécurité en réalité dans nos pays ». Altintas est ensuite abattu lors de l'intervention des forces de sécurité.
Il n'était pas en service et s'est fait passer pour un nouvel agent affecté à la sécurité de l’ambassade russe. Lorsqu'il a essayé d'entrer dans le bâtiment, son arme de service a fait sonner le portique de sécurité, il s'est alors servi de son badge de policier pour duper les gardiens.
Transporté à l’hôpital, le diplomate succombe à ses blessures.

## Victime
Né à Moscou en 1954, Andreï Karlov étudie à l'Institut d'État des relations internationales de Moscou et à l'académie diplomatique du ministère des Affaires étrangères. Il commence sa carrière au gouvernement au ministère des Affaires étrangères de l'URSS en 1976. Karlov obtient divers positions diplomatiques à l'ambassade russe en Corée du Nord. Il devient l'ambassadeur russe en Turquie en 2013.

## Enquête
Rapidement après les faits, les parents et la sœur du tueur sont arrêtés. La Turquie autorise par ailleurs 18 enquêteurs russes à participer aux investigations.

### Profil de l'auteur
Mevlüt Mert Altıntaş, parfois transcrit en français Mevlüt Mert Altintas, est né le 24 juin 1994 à Söke, une ville côtière de la mer Égée. Il devient policier à Ankara en 2014, à un moment où le pouvoir cherche à épurer au maximum la police de ses éléments gülenistes, et en conséquence recrute un peu à la hâte pour compenser les départs. Entre juillet et décembre 2016, il fait même partie de l'équipe de protection rapprochée du président Erdoğan à huit reprises. Il est alors positionné juste derrière les gardes du corps. Travaillant depuis 2 ans et demi dans la police anti-émeute d'Ankara, il aurait fait ses études à l'école préparatoire de Korfez (Turquie).
Selon les enquêteurs turcs, il pourrait malgré tout être lié au mouvement Gülen, que le pouvoir accuse déjà d'avoir organisé le coup d'État manqué de juillet 2016. Cette organisation conservatrice est fermement combattue par le président Recep Tayyip Erdoğan et a également été interdite en Russie par Vladimir Poutine. Le 2 avril 2018, le gouvernement turc impute la responsabilité du meurtre au prédicateur en exil Fethullah Gülen - à qui il imputait déjà le putsch raté de 2016 - et émet un mandat d'arrêt contre Gülen et sept autres personnes en les accusant d'avoir commandité l'assassinat.

## Réactions

### Condamnations
L'assassinat est rapidement condamné par (entre autres) le président français François Hollande, le ministre de l'Intérieur allemand Thomas de Maizière et le secrétaire d'État aux Affaires étrangères et du Commonwealth Boris Johnson, ainsi que par un porte-parole du département d'État des États-Unis. Le président turc Recep Tayyip Erdoğan s'entretient au téléphone avec son homologue russe Vladimir Poutine et indique à la presse qu'il souhaite renforcer la coopération des deux pays dans la lutte contre le terrorisme.
Le Conseil de sécurité des Nations unies condamne également l'assassinat.

### Réjouissances
Dans le New York Daily News, le journaliste Gersh Kuntzman (en) compare l'assassinat à celui du diplomate de l'Allemagne nazie Ernst vom Rath par l'étudiant juif Herschel Grynszpan et ajoute que « justice a été rendue ». Le gouvernement russe annonce le 21 décembre 2016 qu'il exigera des excuses.

### Conséquences sur les relations russo-turques
La possibilité d'une appartenance du tueur au mouvement Gülen arrange les deux pays, qui ont entrepris un rapprochement en 2016. En effet, malgré des divergences importantes dans le dossier syrien (la Russie bombarde l'Armée syrienne libre tandis que la Turquie combat avec elle contre l'État islamique dans le nord du pays) et une crise à la fin de l'année 2015 lorsque l'aviation turque abat un bombardier russe, les deux nations voient un intérêt géopolitique et économique commun à se rapprocher. Cette entente est d'abord motivée par une méfiance commune envers l'Occident. Fethullah Gülen est d'ailleurs réfugié aux États-Unis depuis 1999.
Après l'attentat, le gouvernement russe exprime clairement qu'il n'accuse pas le gouvernement turc et qu'il considère cette action comme une tentative de déstabilisation des relations bilatérales. Plusieurs politiciens russes accusent même les Occidentaux d'être derrière le meurtre.

## Photographie
Quelques secondes après l'assassinat, le photojournaliste turc Burhan Özbilici de l'agence Associated Press prend en photo la scène. Sur le cliché, le meurtrier est saisi en pleine action alors qu'il revendique son geste : son bras gauche est levé, index pointé vers le haut, tandis que sa bouche est déformée par un cri. De sa main droite il pointe son arme vers le sol. Le corps de sa victime est à terre, allongé sur le dos dans la position dans laquelle elle est tombée.
Le 13 février 2017, la photo — intitulée « Un assassinat en Turquie » — reçoit le prestigieux prix World Press Photo of the Year, le jury récompensant la capacité du photographe à avoir été là au bon moment et à n'avoir pas hésité à prendre un risque face à un fanatique armé pour saisir une scène. Ce choix provoque une polémique, le jury étant accusé de mettre en lumière une scène de violence et en conséquence de contribuer à valoriser un tel geste.